# ديفيد هيو (صحفي)
ديفيد هيو (بالإنجليزية: David Vaughan)‏ هو صحفي وناقد أمريكي، ولد في 17 مايو 1924 في لندن في المملكة المتحدة، وتوفي في 27 أكتوبر 2017 في مانهاتن في الولايات المتحدة بسبب سرطان البروستاتا.

## وصلات خارجية
- ديفيد هيو على موقع IMDb (الإنجليزية)
- ديفيد هيو على موقع قاعدة بيانات برودواي على الإنترنت (الإنجليزية)